# Гаазький муніципальний музей
Гаазький муніципальний музей (нід. Gemeentemuseum Den Haag) — приватний художній музей у нідерландському місті Гаазі, що має багату колекцію творів сучасного мистецтва, і зокрема, одне з найкращих (найбільше) зібрання картин Піта Мондріана, в тому числі у постійній експозиції перебуває й остання робота митця «Перемога бугі-вугі» (Victory Boogie-Woogie).

## Загальні дані та організація музею
Музейний заклад міститься у сучасній модерній будівлі, зведеній голландським архітектором Г. П. Берлаге у 1916—34 роках (проект було завершено вже після смерті митця), й розташований за адресою:
Gemeentemuseum Den Haag Stadhouderslaan 41 2517 HV Den Haag.
У 1991 році Гаазький муніципальний музей був приватизований, і надалі управляється музейною Фундацією (Stichting), яку очолює директор. Наглядова рада стежить за чітким і віповідним управлінням закладу. Музейна організація розділена на 4 сектори — колекції, виставки, зв'язки та менеджмент. Чинний директор музейного закладу — Бенно Темпель (Benno Tempel). 
Таким чином, Гаазький муніципальний музей здійснює свою діяльність у декількох формах — постійна експозиція, тимчасові тематичні виставки, участь у різноманітних культурпроектах, наукові дослідження тощо.

## Експозиції
Колекція сучасного мистецтва Гаазького муніципального музею надає різноманітний огляд подій в образотворчому мистецтві від початку XIX століття. Разом із нідерландськими модерністами, музей володіє роботами всесвітньо знаних зарубіжних художників, у тому числі Пікассо і Моне, є також велика колекція німецького експресіонізму. Це уможливлює показати розвиток голландського образотворчого і пластичного мистецтва — представників реалізму, символізму, різноманітних арт-шкіл і течій, зокрема і «Стилю» (De Stijl) у міжнародному контексті. Відтак, у експозиції — чудові зразки Гаазької школи живопису і серії робіт Мондріана, від похмурих голландських пейзажів до «вибухової» «Перемоги бугі-вугі». У цілому, музейна колекція охоплює сучасне європейське мистецтво в історичному розрізі — аж до сьогодення. 
У так званій Print Room представлені зразки штампованого мистецтва — багате зібрання малюнків, принтів, плакатів і постерів XIX—ХХ століть. Це твори переважно нідерландських митців, але представлено також найважливіші художні течії західного мистецтва в цілому, що включають, зокрема, роботи французьких графіків XIX століття з акцентом на творчість Лотрека, Редона; твори німецьких експресіоністів. Загалом колекція нараховує близько 50 000 одиниць зберігання, і лише частка їх у постійній (змінній) експозиції.
Гаазький муніципальний музей відомий також тим, що має одну з провідних у світі колекцій фешн-мистецтва, що включає як історичні костюми, так і зразки одіжної моди XX століття. Виставка побудована з фокусом на зміну модних тенденцій у одязі саме в Нідерландах. Крім одягу, звісно представлені аксесуари, біжутерія, дизайнерські накиди і роздрувківки.
Музична колекція Гаазького муніципального музею містить велике зібрання музичних інструментів, ілюстративний візуальний матеріал і чудову музичну бібліотеку.

## Виноски
1. 1 2  archINFORM — 1994.
2. ↑  https://www.kunstmuseum.nl/en/museum/about-us
3. ↑  https://www.fotomuseumdenhaag.nl/nl/over-ons
4. ↑  Контакт (музею) [Архівовано 2010-12-05 у Wayback Machine.] на Офіційна вебсторінка музею [Архівовано 2011-01-22 у Wayback Machine.]
5. 1 2  https://www.vriendengemeentemuseum.nl/Ontstaansgeschiedenis.pdf
6. ↑  https://www.kunstmuseum.nl/en/museum/about-us/museum-building
7. ↑  Jaarverslag 2016 — Гаазький муніципальний музей.
8. ↑  Організація (музею) [Архівовано 12 травня 2012 у Wayback Machine.] на Офіційна вебсторінка музею [Архівовано 22 січня 2011 у Wayback Machine.] (англ.)